# ホタルカミキリ
ホタルカミキリ Dere thoracica はカミキリムシの1種。小柄なカミキリムシで前胸が赤い。

## 特長
体長8-10mmほどの小柄なカミキリムシ。前胸が縁以外は半透明な感のある赤色で、前翅は黒藍色で金属的な光沢があり、それ以外の部分は黒だが、腹面に短くて細かい白い毛が密生している。頭部には粗大な点刻があり、正中線のくぼみは前頭で溝のようになっている。複眼は大きい。触角は体長よりはるかに短く、雄で前翅の中程に達する程度しかない。基部と先端の節以外の節では末端がやや膨らんでいる。また第3節が最も長くて第4節の約2倍あり、その先の節は次第に短縮する。前胸は長さが幅よりやや大きく、両側は丸くなっている。背面はやや盛り上がり、その表面には点刻が並んだ網目模様がある。前翅は腹背に扁平で、閉じた状態では左右がほぼ並行になっている。しかし先端で急に狭くなり、その先はえぐう利取られたような形となっており、その両端で鋭く尖る。歩脚は後ろのものほど長く、また腿節は先端に向かって膨らんだ棍棒状をしており、また光沢がある。長さは短く、第3脚の腿節は前翅の後端にも届かない。
ちなみに石井他(1950)では本種を『可憐種』と称している。

## 習性など
成虫は4-7月に出現し、イロハモミジやクリ、コゴメウツギなどの花に集まる。またネムノキの衰弱木や枯れ木に集まり、これは午後のことが多い。
幼虫はネムノキの枯れ木の樹皮下を喰い、成長は早く、約3か月ほどで成長して蛹となる。蛹になる際は石灰質様の物質で壁を固めた蛹室を作る。秋には羽化して成虫となる。

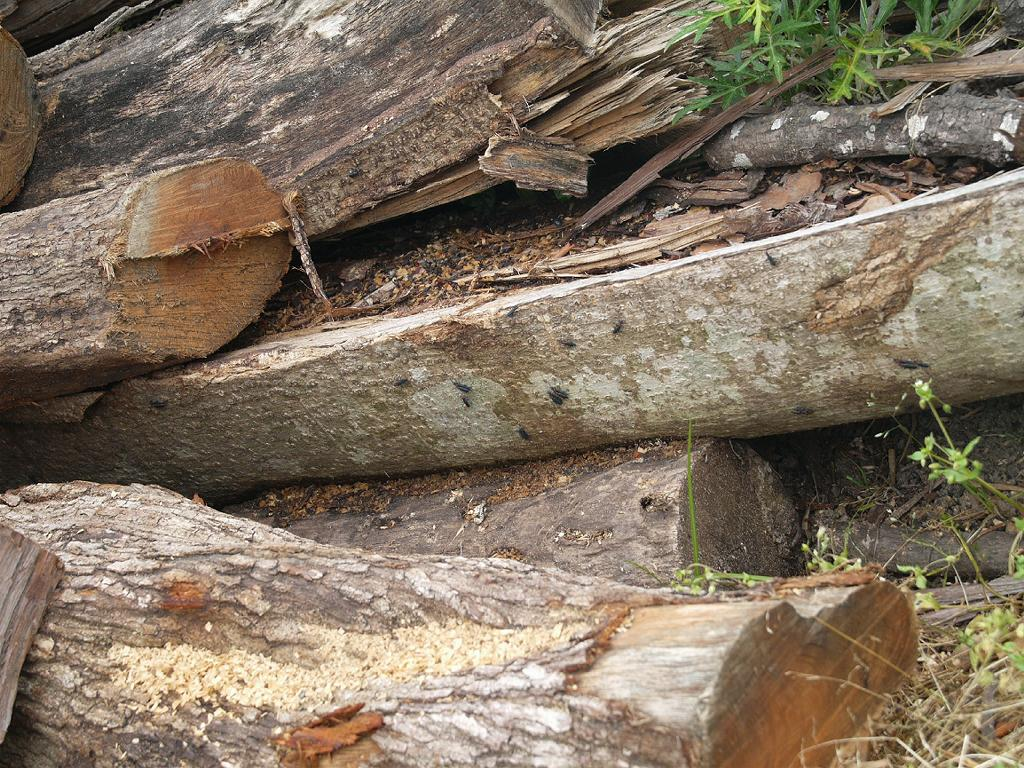
倒木に多数が集まっている様子
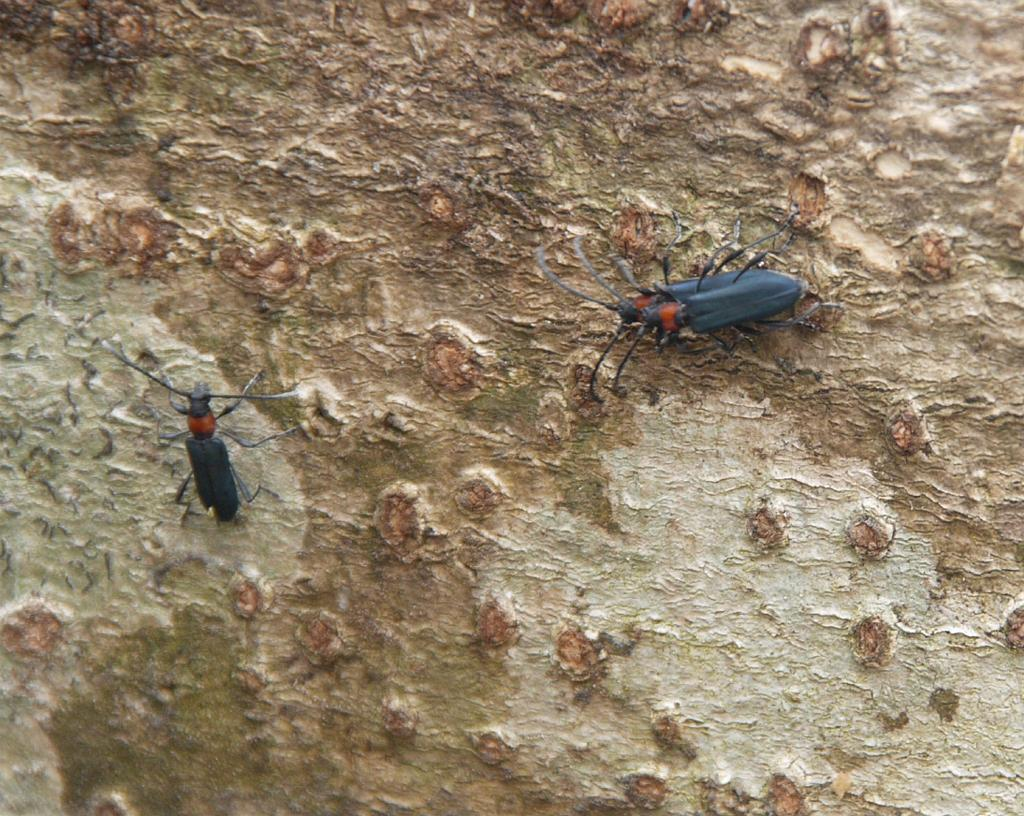
その一部 交尾中の一組を含む

## 分布
北海道から九州までと周辺の離島に分布するが、南西諸島や対馬からは知られていない。国外では朝鮮、済州島、中国、ラオスから知られる。
ごくポピュラーな種であったが、丘陵地の雑木林の衰退と共にどこででも見られる種でなくなってきた、との評がある。

## 分類など
本種の所属するホタルカミキリ属には10種ほどが記録されており、主にアジアの大陸域に分布し、日本には本種のみが知られている。